# Hruševec Pušćanski
Hruševec Pušćanski – wieś w Chorwacji, w żupanii zagrzebskiej, w gminie Pušća. W 2011 roku liczyła 241 mieszkańców.